# Mediapart
Медиапа́рт (фр. Mediapart) — независимое французское интернет-издание, известное своими политическими расследованиями. Было создано в 2008 году по инициативе четырех журналистов: Франсуа Бонне, Жерара Депорта, Лорана Модюи и Эдви Пленеля.
Издается на французском, английском и испанском языках.

## Экономическая модель
На своём сайте проект не размещает рекламу. Издание зарабатывает только посредством продажи абонементов на подписку сроком на несколько месяцев, полгода или год (по данным на апрель 2016 года, стоимость самого дорогого абонемента составляла 110 евро). Доступ к домашней странице является бесплатным, однако чтение полного текста материалов возможно только по платной подписке. Продажа абонементов на подписку рассматривается как единственный способ гарантировать качество публикуемых материалов. Модель называлась способной гарантировать независимость интернет-издания.
В 2008 году такая бизнес-модель казалась неосуществимой[кем?]. «Пять лет назад никто не верил в наш проект» — говорил Эдви Пленель в интервью в апреле 2013. Покидая Le Monde, он заявлял о своем решении показать читателям, что они должны быть готовы платить за информацию высокой ценности — в частности потому что сайт предлагал бы французским гражданам сенсационные разоблачения, которых давно не было видно в старомодных газетах. «Они все говорили что это не сработает».
Число подписок быстро увеличивалось по мере того, как читатели находили эксклюзивные расследования. По данным на апрель 2016 года, на новости сайта подписано около 118 тысяч читателей, среднее количество посетителей в месяц — почти 6 миллионов человек. В 2015 году доход сайта от годового объема продаж составил более 10 миллионов евро, а чистая прибыль с момента создания — около 1,8 миллионов.

## Структура
Медиапарт состоит из двух основных разделов:
- Газета (фр. Le Journal) — раздел, в котором работают профессиональные журналисты издания.
- Клуб (фр. Le Club) — раздел, редактируемый подписчиками в сотрудничестве с журналистами. Этот раздел содержит в себе множество рубрик, каждая из которых имеет определенную тематику (знаменитые персоны, интервью, обзор текущих тенденций на литературном рынке, видео и аудио программы, карикатуры и комиксы, критика современных СМИ, дебаты, дискуссии о будущем журналистики во Франции). Создателем каждой такой рубрики выступает читатель, хорошо разбирающийся в той или иной теме в силу своей профессиональной деятельности и/или интересов, он же становится ее ведущим и координатором, при участии и поддержке профессиональных журналистов издания[7].

## Политическая ориентация
По словам политолога Пьера-Андре Тагиева, политическая ориентация и редакционная линия издания является крайне левой.  Он считает, что Mediapart воспринимает общество, как буржуазную демократии, возглавляемую нелегитимной и зависящей от международных финансов элитой.

## Политические расследования
Медиапарт сыграл ключевую роль в раскрытии и расследовании крупных французских политических скандалов.

### Дело Лилиан Беттанкур
Медиапарт первым опубликовал расшифровки телефонных разговоров и интервью, которые подтверждали намерение Беттанкур избежать уплаты государственных налогов на своё многомиллионное состояние. В это она вовлекла нескольких высокопоставленных лиц: министра финансов Эрика Вёрта и его жену. Впоследствии материалы сыграли ключевую роль в расследовании дела о спонсировании наследницей империи L’Oréal Лилиан Беттанкур президентской кампании Николя Саркози 2007 года.

### Дело Саркози-Каддафи
Медиапарт опубликовал статьи, в которых утверждалось, что Николя Саркози получил от ливийского лидера Муаммара Каддафи 50 миллионов евро на проведение своей президентской кампании.

### Дело Каюзака
Медиапарт опубликовал расшифровки телефонных разговоров, обвиняющих министра Жерома Каюзака в коррумпированности и обладании незаконными счетами в швейцарских банках.